# كرواني متطاول

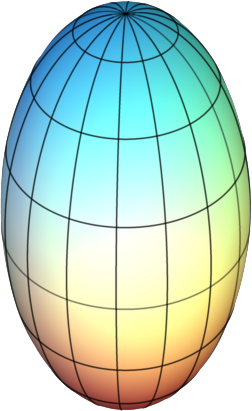
كرواني متطاول

الكرواني المتطاول هو كرواني يكون المحور الواصل بين القطبين أكبر من المحور المركزي (الاستواء). فالكرواني المتطاول هو عكس كرواني مفلطح.

## الخصائص
تعطى علاقة مساحة سطح الكروي المتطاول بالعلاقة :
{\displaystyle A=2\pi \left(a^{2}+{\frac {abo\!\varepsilon }{\sin(o\!\varepsilon )}}\right)}
حيث:
{\displaystyle o\!\varepsilon =\arccos \left({\frac {a}{b}}\right)} هو الانحراف الزاوي للقطع الناقص
{\displaystyle e=\sin(o\!\varepsilon )} الاختلاف المركزي
{\displaystyle \ b} نصف القطر القطبي
{\displaystyle \ a} نصف القطر الاستوائي
أما حجم الكرواني المتطاول فيعطى بالعلاقة :
{\displaystyle V={\frac {4}{3}}\pi a^{2}b}

## استخداماته
يعتبر الكرواني المتطاول شكل من أشكال الكرة في يعض الرياضات مثل الرغبي. كما أن العديد من أقمار النظام الشمسي لها شكل الكرواني المتطاول مثل ميماس وإنقليدس وتثيس وميراندا وكذلك بعض الكواكب القزمة كما أنه يستخدم في وصف شكل بعض السدم مثل سديم السرطان.
كما أن الشكل الأكثر شيوعا حول توزع البروتونات والنيوترونات ضمن نواة الذرة هو الكرواني المتطاول والمفلطح.

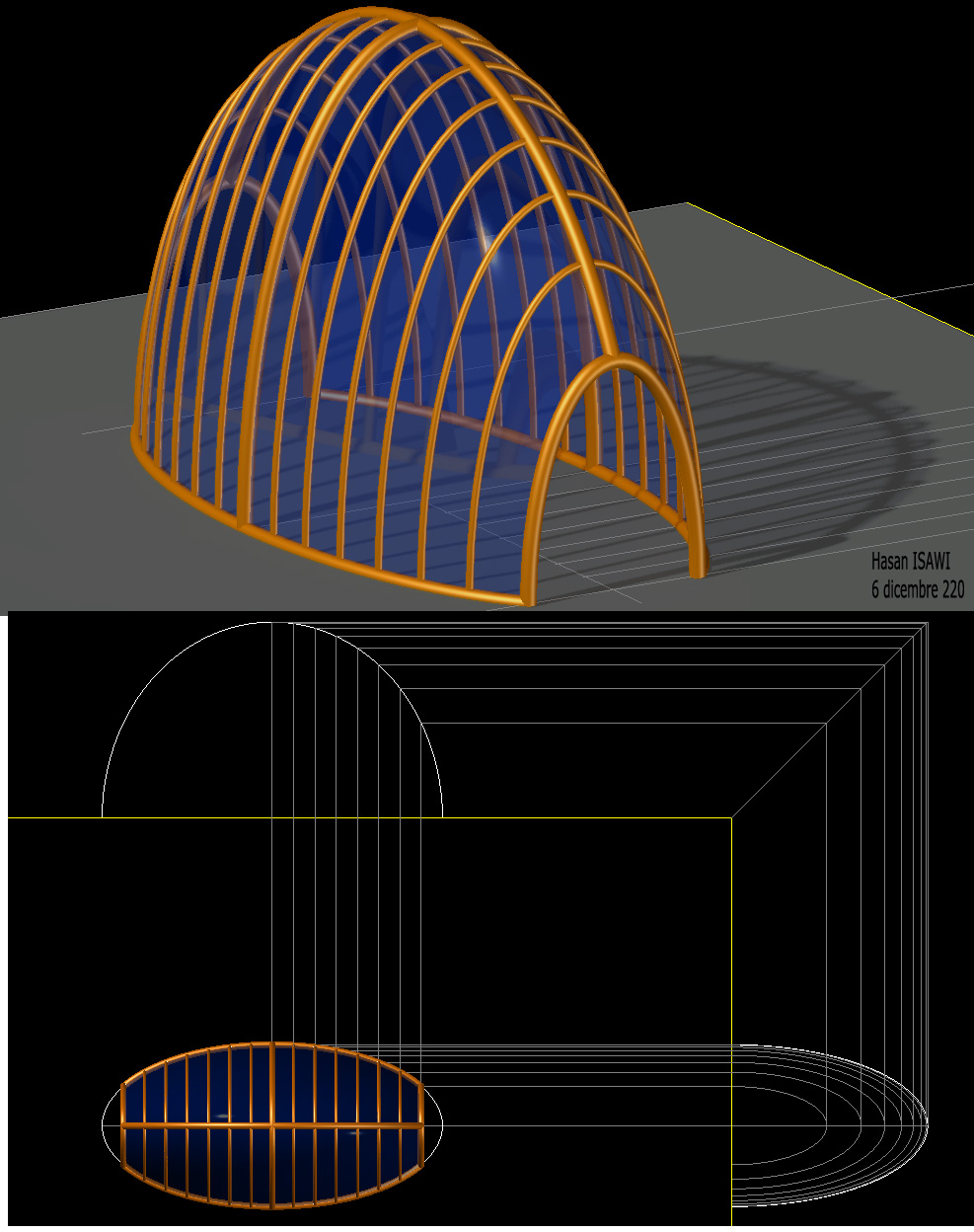
قبة اهليجية مختلفة المحاور (triaxial or scalene)